# Medalha William Bowie
A  Medalha  William Bowie  é a mais elevada  recompensa científica concedida  pela American Geophysical Union. É concedida anualmente como reconhecimento pelas contribuições excepcionais para o avanço da Geofísica fundamental e para a cooperação desinteressada na pesquisa, um dos princípios da Entidade.
A distinção foi instituída em 1939 em homenagem ao cientista norte-americano William Bowie (1872-1940), fundador e primeiro presidente da Entidade ( 1920-1922) e o primeiro laureado com a medalha.   

## Laureados[1]
- 1939 - William Bowie
- 1940 - Arthur Louis Day
- 1941 - John Adam Fleming
- 1942 - Nicholas Hunter Heck
- 1943 - Oscar Edward Meinzer
- 1944 - Henry Bryant Bigelow
- 1945 - Jacob Bjerknes
- 1946 - Reginald Aldworth Daly
- 1947 - Felix Andries Vening Meinesz
- 1948 - James Bernard Macelwane
- 1949 - Walter Davis Lambert
- 1950 - Leason Heberling Adams
- 1951 - Harald Ulrik Sverdrup
- 1952 - Harold Jeffreys
- 1953 - Beno Gutenberg
- 1954 - Richard Montgomery Field
- 1955 - Walter Hermann Bucher
- 1956 - Weikko Aleksanteri Heiskanen
- 1957 - William Maurice Ewing
- 1958 - Johannes Theodoor Thijsse
- 1959 - Walter M. Elsasser
- 1960 - Francis Birch
- 1961 - Keith Edward Bullen
- 1962 - Sydney Chapman
- 1963 - Merle Antony Tuve
- 1964 - Julius Bartels
- 1965 - Hugo Benioff
- 1966 - Louis B. Slichter
- 1967 - Lloyd Berkner
- 1968 - Roger Revelle
- 1969 - Walter B. Langbein
- 1970 - Bernhard Haurwitz
- 1971 - Inge Lehmann
- 1972 - Carl Eckart
- 1973 - George P. Woollard
- 1974 - A. E. Ringwood
- 1975 - Edward Bullard
- 1976 - Jule G. Charney
- 1977 - James Van Allen
- 1978 - Helmut E. Landsberg
- 1979 - Frank Press
- 1980 - Charles A. Whitten
- 1981 - Herbert Friedman
- 1982 - Henry M. Stommel
- 1983 - Syun-iti Akimoto
- 1984 - Marcel Nicolet
- 1985 - H. William Menard
- 1986 - James Dooge
- 1987 - Robert N. Clayton
- 1988 - Hannes Alfven
- 1989 - Walter Munk
- 1990 - Eugene N. Parker
- 1991 - Don Lorraine Anderson
- 1992 - Alfred O. Nier
- 1993 - Irwin I. Shapiro
- 1994 - Peter S. Eagleson
- 1995 - Claude Allègre
- 1996 - Eugene Shoemaker
- 1997 - Raymond Hide
- 1998 - Richard M. Goody
- 1999 - James Freeman Gilbert
- 2000 - John A. Simpson
- 2001 - Dan McKenzie
- 2002 - Adam M. Dziewonski
- 2003 - Donald L. Turcotte
- 2004 - Keiiti Aki
- 2005 - Johannes Geiss
- 2006 - Carl Wunsch
- 2007 - Susan Solomon
- 2008 - Gerald J. Wasserburg
- 2009 - Ignacio Rodriguez-Iturbe
- 2010 - Syukuro Manabe
- 2011 - Louis John Lanzerotti
- 2012 - Anny Cazenave
- 2013 - Raymond Roble
- 2014 - Hiroo Kanamori
- 2015 - Wilfried H. Brutsaert
- 2016 - Stanley Robert Hart